# NGC 103
NGC 103 ist ein Offener Sternhaufen vom Trumpler-Typ II2p im Sternbild Kassiopeia am Nordsternhimmel. Er ist rund 10.000 Lichtjahre vom Sonnensystem entfernt und hat einen Durchmesser von etwa 8 × 16 Lichtjahren. 
Der Sternhaufen NGC 103 wurde am 5. Oktober 1829 von dem britischen Astronomen John Herschel entdeckt.